# POD: Planet of Death
POD: Planet of Death (intitolato semplicemente POD in Nord America) è un videogioco di corse pubblicato da Ubi Soft nel 1997 sotto la direzione di Fabrice Valay e reso disponibile per PC su sistemi operativi Microsoft Windows.

## Trama
Come viene spiegato nella sequenza video introduttiva, il videogioco è ambientato in un lontano futuro in cui l'umanità ha colonizzato con successo un pianeta denominato Io. Dopo anni di prosperità, a causa di un'operazione di scavo in una miniera viene liberato accidentalmente un fungo mortale, il quale si diffonde rapidamente su tutto il pianeta, causando distruzione e panico. Mentre la maggior parte della popolazione di Io riesce a fuggire via dal pianeta per non soccombere al fungo, ribattezzato "POD", un gruppo di sopravvissuti, poiché è rimasta disponibile una sola navicella spaziale, decide di truccare alcune auto e di usarle per gareggiare tra loro in tornei clandestini di corsa lungo le strade desolate; il vincitore del torneo finale potrà salire sull'ultima navicella e mettersi in salvo, mentre tutti gli altri piloti saranno destinati a morire.
Nella sequenza video conclusiva del videogioco, viene mostrato il vincitore del torneo finale che riesce a salire in tempo a bordo della navicella prima che il fungo "POD" inghiotta definitivamente la rampa di lancio assieme alle restanti porzioni di terreno del pianeta Io non ancora assorbite. Subito dopo essere volato via, il vincitore osserva da lontano la fase finale della distruzione di Io, che rinasce sotto forma di fiore gigante nello spazio.

## Sviluppo
Per la realizzazione di POD, Fabrice Valay dichiarò di essersi ispirato ad altri videogiochi di corse, tra cui Super Mario Kart e Ridge Racer.
POD fu uno dei primi videogiochi a supportare l'instruction set MMX e venne fornito in bundle in versione OEM sui computer che montavano processori Intel Pentium o Pentium II MMX e su alcuni sistemi con processore AMD K6. La versione OEM 1.0 non supportava le schede 3dfx o la modalità di rete. In seguito venne pubblicata una versione al dettaglio di POD, denominata POD 2.0 da Ubisoft, che includeva circuiti e veicoli aggiuntivi, oltre al supporto per le schede video 3dfx e alla modalità per il gioco in rete. Inoltre venne fornito da Ubisoft uno speciale programma multiplayer, chiamato "Game Service", per consentire ai videogiocatori di POD di poter gareggiare sui server Ubisoft. POD fu tra i primi videogiochi ottimizzati per le schede video con chipset 3dfx utilizzando l'API Glide. Al momento del lancio del videogioco erano supportate solo le schede video con chipset 3dfx Voodoo 1; solo in un secondo momento Ubisoft pubblicò alcune patch che  aggiunsero il supporto per Voodoo 2 tramite API Glide e per i chipset non 3dfx tramite Direct3D. Meno di un anno dopo il lancio di POD, Ubisoft pubblicò verso la fine del 1997 un pacchetto di espansione con il titolo Back to Hell (noto anche come Extended Time in Francia), che conteneva 19 nuovi circuiti e 15 nuovi veicoli, tra cui alcune motociclette, una creatura viola fluttuante simile ad un pipistrello e una strega che cavalcava una scopa. Successivamente venne pubblicata un'altra versione chiamata POD: Gold, che includeva POD, l'espansione Back to Hell ed un nuovo set di suoni.
Nel 1997 si stava progettando un porting di POD per Nintendo 64, che tuttavia non venne mai pubblicato.

## Seguiti
Nell'inverno del 2000 Ubisoft pubblicò un seguito di POD, intitolato POD 2 (noto anche come POD 2: Multiplayer Online e POD: Speedzone) e reso disponibile per la console Sega Dreamcast. Similmente al suo predecessore,  POD 2 è ambientato in un pianeta colonizzato denominato Damethra, in cui un virus alieno ha preso il controllo degli autoveicoli, rendendoli mutanti; diversamente da POD, i giocatori possono attaccare i loro avversari durante la gara di corsa tramite dei potenziamenti che possono essere raccolti lungo il tracciato. POD 2 fu uno dei primi giochi disponibili su SegaNet ed uno dei pochi giochi a supportare il Dreamcast Broadband Adaptor.
Il 6 ottobre 2011 POD: Gold venne ripubblicato dal sito GOG.com in modo da offrire una maggiore compatibilità con i moderni sistemi operativi.

## Accoglienza
POD fu accolto generalmente in maniera positiva da varie riviste videoludiche, ricevendo i seguenti punteggi di valutazione:
- The Games Machine (marzo 1997): 92/100 (Pentium), 94/100 (MMX), 97/100 (3dfx)[5]
- Computer and Video Games (maggio 1997): 4/5[9]
- GameSpot (17 aprile 1997): 7,5/10[10]
- IGN (15 dicembre 2000): 4,5/10[11]
- Next Generation (luglio 1997): 3/5[12]
- Electric Games (1997): 94/100[13]
- PC Multimedia & Entertainment (11 aprile 1997): 92/100[14]
- Coming Soon Magazine (maggio 1997): 92/100[15]
- Game-Over! (7 giugno 1997): 8/10[16]
- Gamezilla (1997): 75/100[17]
- World Village (Gamer's Zone) (1997): 3/5[18]